# Jeune Cinéma
Jeune Cinéma és una revista de cinema mensual en el seu naixement, després bimensual a partir de 2005, creada per Jean Delmas el setembre de 1964 per allargar el descobriment de noves cinematografies dins de la Fédération Jean-Vigo des ciné-clubs de jeunes que el 1960, va reunir 300 cine-clubs de secundària.
És una associació llei de 1901 sense ànim de lucre, que rebutja qualsevol publicitat.
El seu format (14 x 24), l'absència de fotografies en color i la negativa a recórrer a la publicitat són característiques d'aquesta publicació.

## Història de la revista
Jeune Cinéma va sobreviure a la desaparició de la Fédération Jean Vigo tot i que la revista no està distribuïda pel NMPP.
Va ser editada successivament per Jean Delmas de 1964 a 1979, Andrée Tournès de 1979 a 1991, i, des de 1991, Lucien Logette, també col·laborador de La Quinzaine littéraire fins al 2015.
La ressenya va celebrar el seu cinquantè aniversari a l'octubre de 2014.
En aquesta ocasió, a principis de 2014, va obrir un lloc web, dirigida per Anne Vignaux-Laurent. En contacte permanent amb la revisió en paper, publica textos antics de la seva col·lecció, així com, segons l'actualitat, nous textos inèdits, i un bloc informatiu diari.

## Col·laboradors aJeune Cinéma[4]
(Col·laboració efectiva durant diversos anys)
- Marceau Aidan
- Barthélémy Amengual
- Françoise Audé (Françoise Jeancolas)
- Étienne Ballerini
- Claude Benoît
- Pierre Beneyton
- Laurent Berger-Vachon
- Maurizio Borghese
- Gisèle Breteau Skira
- Jean-François Camus
- Gérard Camy
- Julien Camy
- Alain Caron
- Claudine Castel
- Bernard Chardère
- Jacques Chevallier
- Jean-Paul Combe
- Jean Delmas
- Hugo Dervisoglou
- Jérôme Fabre
- Nicole Gabriel
- Fabian Gastellier
- Claude Gauteur
- Ginette Gervais-Delmas
- Noureddine Ghali
- Enrico Gheller
- Robert Grélier
- Jean Grissolange
- Andrea Grunert
- Nadine Guérin
- Francis Guermann
- Roland Hélié
- Vincent Heristchi
- Heike Hurst
- Jean-Pierre Jeancolas
- Anne Kieffer
- Lucien Logette
- Louis Lopparelli
- René Lucquiaud
- Sandra Marti
- Jean-Max Méjean
- Bernard Nave
- Sol O'Brien
- Bernard Oheix
- Paul Otchakovsky-Laurens
- Vincent Pinel
- René Prédal
- Philippe Roger
- Jean-Michel Ropars
- Hélène Romano
- Philippe Rousseau
- Patrick Saffar
- Nicole Saramite
- Daniel Sauvaget
- Alain Souché
- Sylvie L. Strobel
- Christel Taillibert
- Andrée Tournès
- Bernard Trémège
- Olivier Varlet
- Pierre Viali
- Anne Vignaux-Laurent
- Nicolas Villodre
- Alain Virmaux
- Odette Virmaux
- Luce Vigo
- Henri Welsh